# Birgit Meinecke
Birgit Meinecke (República Democrática Alemana, 4 de julio de 1964) es una nadadora alemana retirada especializada en pruebas de estilo libre, donde consiguió ser subcampeona mundial en 1982 en los 200 metros estilo libre.

## Carrera deportiva
En el Campeonato Mundial de Natación de 1982 celebrado en Guayaquil (Ecuador), ganó la medalla de plata en los 200 metros estilo libre, con un tiempo de 2:00.67 segundos, tras la neerlandesa Annemarie Verstappen  (oro con 1:59.53 segundos) y por delante de la también neerlandesa Annelies Maas  (bronce con 2:00.94 segundos).